# Javi Venta
Javier Rodríguez Venta, bekannt als Javi Venta (* 13. Dezember 1975 in Oviedo), ist ein ehemaliger spanischer Fußballspieler, der zuletzt beim FC Brentford als rechter Verteidiger spielte.

## Karriere
Venta begann seine Karriere in der Jugendmannschaft von Real Oviedo, wo er 1995 in die erste Mannschaft geholt wurde. In der Saison 1996/97 stand er bei Marino de Luanco unter Vertrag. Nach nur einem Jahr verließ er den Verein und spielte zwei Saisonen bei Gimnástica de Torrelavega, ehe er 1999 zum FC Villarreal wechselte. In insgesamt drei Saisonen wurde er vom FC verliehen (1999/00 an den CD Onda, 2000/01 an Racing de Ferrol und 2001/02 an CD Teneriffa). Er spielte anschließend von der Saison 2002/03 bis zur Saison 2010/11 ununterbrochen für Villarreal. Im August 2010 wechselte er zu UD Levante in die Segunda División und konnte bereits im ersten Jahr wieder in die Primera División aufsteigen. 2012 kehrte er für ein Jahr zum FC Villarreal zurück, bevor er sich im Juli 2013 dem FC Brentford anschloss. Im Oktober desselben Jahres beendete er seine Karriere.